# VIA-T

Señalización de VIA-T

El VIA-T llamado también telepeaje o TAG, es un sistema de telepeaje único y válido en toda la red de autopistas españolas peninsulares, que permite abonar cómodamente el peaje sin tener que detenerse gracias sistema de comunicación a distancia basado en ondas de corto alcance.
La velocidad máxima autorizada para pasar por la barrera del telepeaje es de 30 km/h, esto es debido a la limitación en España de la velocidad máxima por la que se puede ir por un carril de peaje ya que a más velocidad se corre el riesgo de que la barrera no tenga tiempo a abrirse y se colisione con ella. Esta limitación de velocidad no es técnica ya que se sabe que, en otros países donde no existe esta legislación, se puede usar el VIA-T a más velocidad.

## Tecnología y funcionamiento

### Funcionamiento lógico
El funcionamiento del VIA-T es a través de tarjeta de crédito ya que las pegatinas externas del aparato muestran un número de tarjeta y una fecha de caducidad asociada. En las entidades financieras, el dispositivo VIA-T se muestra como una tarjeta de crédito.
Este sistema consiste en que un usuario equipado con un dispositivo denominado OBE (“On Board Equipment”) puede efectuar el pago del peaje en las vías de telepeaje sin necesidad de detenerse.

### Funcionamiento técnico
Una antena instalada en la vía lee los datos del dispositivo que son posteriormente enviados al emisor del mismo para cobrar el tránsito.
El sistema cumple con la norma UNE-EN 15509:2014.
Se basa en la tecnología de microondas de corto alcance (Dedicated Short Range Communication o DSRC) a 5,8 Ghz y cumple con los estándares definidos por el Comité Europeo de Normalización (CEN) y establecidos por la Comisión Europea para el SET (Servicio Europeo de Telepeaje).

## Problemas

### Problemas informados por usuarios
Aunque el mecanismo es fiable, al ser una tarjeta de crédito algunas veces se ha asociado la rotura de lunas de vehículos y robos del aparato.
Muchos usuarios se quejan del elevado coste del dispositivo 35 € (este valor ha sido diferente en función a la entidad que se utilizara para contratar el dispositivo), así mismo el coste anual, que es de 8 €/Año aunque actualmente hay muchas tarjetas de crédito de coste gratuito ya que el Via-T no ofrece descuentos conocidos, solo comodidad con respecto al pago del peaje. No confundir con los descuentos que suele producir cada empresa de autopista en general por el uso de sus vías varias veces al día o durante un mes específico. La forma habitual de obtener el aparato es mediante solicitud a una entidad financiera.
Actualmente hay entidades no financieras en las que puedes adquirir el VIA-T vía internet con una mayor variedad de tarifas.
Colocación del dispositivo
Es muy importante que el dispositivo este perfectamente colocado según normativa o instrucciones que deben ser entregadas por el distribuidor. El dispositivo Vía-T se debe colocar al lado del espejo retrovisor en el interior del parabrisas. Si es un parabrisas atérmico hay que colocarlo en la zona sombreada para que el dispositivo funcione de manera adecuada. La colocación en un turismo es diferente que un camión o autobús. 
Comparativa con otros sistemas de Telepeaje - Portugal
El Via Verde portugués parece bastante más adelantado que el Via-T español, sobre todo en los siguientes aspectos:
- Diseño de los puestos de peaje: en el Via Verde, el conductor pasa el peaje sin apenas reducir la velocidad, mientras que en España hay que ralentizar bastante porque el carril obliga a ello o porque el sistema es muy lento en reconocer el dispositivo de pago.[3]

- Uso múltiple: El Via Verde portugués se puede utilizar en toda la red de autopistas de este país y además para repostar en todas las gasolineras de GALP y para pagar en casi todos los aparcamientos urbanos de Portugal.

## Lista de autopistas conocidas con Tecnología de VIA-T

### España,todas las autopistas españolasde la Península
- AP-4 Autopista del Sur Sevilla, Cádiz
- AP-7 Autopista del Sol Málaga, Estepona
- AP-7 Autopista del Suroeste Alicante, Cartagena
- AP-7 Autopistas Aumar Valencia, Cartagena
- AP-7 Circunvalación de Alicante (Ciralsa) Alicante,  Archivado el 21 de marzo de 2009 en Wayback Machine.
- Ma-11 Compañía concesionaria del túnel de Sóller Túnel de Sóller
- AP-6 Iberpistas Villalba, Adanero
- AP-51 Castellana de autopistas Villacastín, Ávila
- AP-61 Castellana de autopistas San Rafael, Segovia  (En la fuente se nombra incorrectamente)
- R-2 Autopista del Henares(Henarsa) Madrid, Guadalajara
- R-3 Autopista Madrid Sur Madrid, Arganda
- R-4 Autopista Madrid Sur Madrid, Ocaña
- R-5 Autopista Madrid Sur Madrid, Navalcarnero
- M-12 Autopista eje Aeropuerto Madrid, Aeropuerto de Madrid-Barajas  (enlace roto disponible en Internet Archive; véase el historial, la primera versión y la última).
- AP-9 Autopista del Atlántico (Audasa) Ferrol, Frontera Portuguesa
- AG-53 Autopista Central Gallega Santiago de Compostela, Dozón
- AP-71 Autopista Madrid Sur León, Astorga
- AP-66 Autopista Concesionaria Astur-Leonsa (Aucalsa) León, Campomanes
- AP-1 Europistas Burgos, Armiñón
- AP-1 Arabat - Bidegi Vitoria, Éibar , (enlace roto disponible en Internet Archive; véase el historial, la primera versión y la última).
- Túneles de Archanda, Bilbao
- AP-68 Autopista Vasco-Aragonesa (Avasa) Bilbao, Zaragoza
- AP-2 Autopista Concesionaría Española (Acesa) Zaragoza, Mediterráneo
- E-9 / C-16 Túnel de Cadí Túnel del Cadí,
- AP-7 Autopista Concesionaría Española (Acesa) La Junquera, Barcelona, Tarragona
- E-9 / C-16 Autopista Tarrasa Manresa (Autema) Sant Cugat, Manresa
- C-32 Autopista Concesionaría Española (Acesa) Montgat, Palafolls
- C-32 Autopistes de Catalunya S.A. (Aucat) Gavá, Vendrell
- A-8 Bidegi - Interbiak. Bilbao, Behovia  Archivado el 13 de marzo de 2008 en Wayback Machine.,
- A-636 Bidegi Autovía de Deskarga Beasáin, Vergara Archivado el 13 de marzo de 2008 en Wayback Machine.
- AP-15 Autopistas de Navarra (Audenasa)
- AG-55 La Coruña-Carballo (Autoestradas de Galicia)
- AG-57 Puxeiros-Baiona (Autoestradas de Galicia)

### Francia
- A63 (desde Hendaya hasta Capbretón) Autoroutes du Sud de la France (ASF)  Archivado el 6 de diciembre de 2006 en Wayback Machine.
- A64 (hasta Tarbes) Autoroutes du Sud de la France (ASF)  Archivado el 6 de diciembre de 2006 en Wayback Machine.